# Brooklyn's Finest
Brooklyn's Finest (tựa tiếng Việt: Cảnh sát Brooklyn hoặc Cán cân công lý) là một bộ phim hình sự - hành động - tâm lý Mỹ năm 2009 của đạo diễn Antoine Fuqua. Phim có sự tham gia của Richard Gere, Don Cheadle, Ethan Hawke và Wesley Snipes. Câu khẩu hiệu chính thức là This is war. This is Brooklyn (dịch tiếng Việt: Đây là chiến tranh. Đây là Brooklyn).

## Nội dung
Mở đầu phim là cảnh Bobby "Carlo" Powers và Thám tử Salvatore "Sal" Procida ngồi nói chuyện với nhau trong xe. Sal bất ngờ bắn chết Carlo và lấy túi tiền bỏ trốn. Sal cần tiền để lo cho gia đình, anh lên kế hoạch mua một căn nhà lớn hơn. Vợ anh đang mang thai và bị hen suyễn, trong khi căn nhà bằng gỗ mốc của họ ảnh hưởng tới sức khỏe của gia đình. Sal là một cảnh sát giỏi, nhưng bắt đầu ăn cắp tiền của bọn buôn ma túy từ những cuộc đột kích.
Sĩ quan Edward "Eddie" Dugan sắp phải nghỉ hưu sau hơn 22 năm phục vụ cho ngành cảnh sát. Anh được giao nhiệm vụ hướng dẫn cho những cảnh sát tân binh đi kiểm tra những khu dân cư. Cuộc sống của anh nhàm chán khi mỗi sáng thức dậy anh đều uống rượu whisky và người bạn duy nhất của anh là cô gái mại dâm Chantal.
Thám tử Clarence "Tango" Butler là cảnh sát chìm đang nằm vùng trong một tổ chức buôn ma túy. Anh mệt mỏi với công việc này và muốn chuyển sang làm công việc bàn giấy như lời cấp trên đã hứa. Anh mang nặng tình nghĩa giang hồ với tên tội phạm Casanova "Caz" Phillips. Đặc vụ Smith kêu Tango sắp đặt một phi vụ buôn ma túy để cảnh sát có thể bắt giữ Caz.
Cảnh sát tân binh đầu tiên đi chung với Eddie là cựu Thủy quân lục chiến, người khó chịu với cách làm việc thiếu chuyên nghiệp của Eddie nên tách ra, để rồi bị giết trong chuyến đi kiểm tra tiếp theo. Eddie đi chung với cảnh sát tân binh thứ hai, người vô tình nổ súng khiến một thanh thiếu niên bị điếc. Sự việc này làm lực lượng cảnh sát New York xấu hổ trước công chúng.
Tango cảnh báo Caz về việc hủy bỏ phi vụ buôn ma túy sắp tới, bất ngờ Caz bị bắn chết. Cuộc mưu sát này do tay du đãng Red sắp đặt. Đặc vụ Smith từ chối truy bắt Red, điều này làm Tango nổi giận với cô, tuy nhiên các sĩ quan khác đã trấn an anh. Tango quyết định trả thù cho Caz.
Cuộc đột kích mới nhất của Sal bị hủy bỏ, nhưng anh quyết định đi đến địa điểm đó và ăn cắp tiền của bọn tội phạm. Thám tử Ronny Rosario, cộng sự của Sal, muốn ngăn cản anh nhưng không được. Sal xông vào căn hộ và bắn chết 3 tên tội phạm. Trong lúc thu gom số tiền, anh bị tên tội phạm trẻ tuổi bắn chết. Tango vừa giết chết Red thì anh cũng bị Rosario bắn chết do có nhầm lẫn. Để người thám tử bị thương nằm đó, Rosario tiếp tục chạy đi tìm Sal, và tìm thấy xác chết của Sal trong căn hộ.
Eddie nghỉ hưu và ghé thăm Chantal, người đã từ chối dọn đi nơi khác sống cùng anh. Trên đường về nhà, Eddie nhìn thấy một cô gái (trên báo đăng tin mất tích) bị bắt lên xe. Eddie bám theo chiếc xe đó đến một khu nhà, phát hiện ra nơi này giam giữ nô lệ tình dục. Anh khống chế một tên tội phạm rồi đánh nhau với tên còn lại, lấy dây siết cổ hắn đến chết. Eddie giải cứu thành công những cô gái mất tích và gọi cảnh sát đến.

## Diễn viên
- Richard Gere vai Edward "Eddie" Dugan
- Don Cheadle vai Clarence "Tango" Butler
- Ethan Hawke vai Salvatore "Sal" Procida
- Wesley Snipes vai Casanova "Caz" Phillips
- Vincent D'Onofrio vai Bobby "Carlo" Powers
- Brían F. O'Byrne vai Ronny Rosario
- Will Patton vai Bill Hobarts
- Michael Kenneth Williams vai Red
- Lili Taylor vai Angela Procida
- Shannon Kane vai Chantal
- Ellen Barkin vai Đặc vụ Smith
- Wass Stevens vai Patrick Leary
- Armando Riesco vai George Montress
- Wade Allain-Marcus vai C-Rayz
- Logan Marshall Green vai Melvin Panton
- Jesse Williams vai Eddie Quinlan